# کراسنی کلیوچ (شهرستان نوریمانوفسکی، باشقیرستان)
کراسنی کلیوچ (انگلیسی: Krasny Klyuch, Nurimanovsky District, Republic of Bashkortostan) یک شهرک در شهرستان نوریمانوفسکی استان باشقیرستان کشور روسیه است.